# Veslanje na Sredozemskih igrah 2005
Veslanje na Sredozemskih igrah 2005 se je odvijalo na prizorišču Cuevas del Almanzora Canal v Almerii v Španiji med 30. junijem in 2. julijem 2005. 

## Moški

### Enojec
| Mesto | Finale                            |
| ----- | --------------------------------- |
|       | Simone Raineri Italija            |
|       | Nikola Stojić Srbija in Črna gora |
|       | Davor Mizerit Slovenija           |

### Lahki enojec
| Mesto | Finale                  |
| ----- | ----------------------- |
|       | Fabrice Moreau Francija |
|       | Mete Yeltepe Turčija    |
|       | Lorenzo Bertini Italija |

### Dvojec brez krmarja
| Mesto | Finale                                           |
| ----- | ------------------------------------------------ |
|       | Luca Agamennoni Italija Dario Lari Italija       |
|       | Ioannis Christou Grčija Nikolaos Pagounis Grčija |
|       | Mohamed Gomaa Egipt El Bakry Yehia Egipt         |

### Lahki dvojec brez krmarja
| Mesto | Finale                                                     |
| ----- | ---------------------------------------------------------- |
|       | Jean-Christophe Bette Francija · Franck Solforosi Francija |
|       | Catello Amarante Italija Salvatore Amitrano Italija        |
|       | Ihsan Emre Vural Turčija Ahmet Yumrukaya Turčija           |

### dvojni dvojec
| Mesto | Finale                                           |
| ----- | ------------------------------------------------ |
|       | Alessio Sartori Italija Matteo Stefanini Italija |
|       | Saim Kaya Turčija Sami Kaya Turčija              |
|       | Rok Kolander Slovenija Matej Prelog Slovenija    |

### lahki dvojni dvojec
| Mesto | Finale                                                |
| ----- | ----------------------------------------------------- |
|       | Vasileios Polymeros Grčija Nikolaos Skiathitis Grčija |
|       | Frédéric Dufour Francija · Arnaud Pornin Francija     |
|       | Leonardo Pettinari Italija Nicola Moriconi Italija    |

## Ženske

### enojec
| Mesto | Finale                        |
| ----- | ----------------------------- |
|       | Elisabetta Sancassani Italija |
|       | Caroline Delas Francija       |
|       | Nuria Domínguez Španija       |

### lahki enojec
| Mesto | Finale                 |
| ----- | ---------------------- |
|       | Mirna Ralje Hrvaška    |
|       | Chrysi Biskitzi Grčija |
|       | Teresa Mas Španija     |

## Medalje po državah
| Mesto  | Država              |   |   |   | Total |
| ------ | ------------------- | - | - | - | ----- |
| 1      | Italija             | 4 | 1 | 2 | 7     |
| 2      | Francija            | 2 | 2 | 0 | 4     |
| 3      | Grčija              | 1 | 2 | 0 | 3     |
| 4      | Hrvaška             | 1 | 0 | 0 | 1     |
| 5      | Turčija             | 0 | 2 | 1 | 3     |
| 6      | Srbija in Črna gora | 0 | 1 | 0 | 1     |
| 7      | Slovenija           | 0 | 0 | 2 | 2     |
| 7      | Španija             | 0 | 0 | 2 | 2     |
| 9      | Egipt               | 0 | 0 | 1 | 1     |
| Skupaj | Skupaj              | 8 | 8 | 8 | 24    |